# Блатње Ревиштја
Блатње Ревиштја (слч. Blatné Revištia) насељено је мјесто са административним статусом сеоске општине (слч. obec) у округу Собранце, у Кошичком крају, Словачка Република.

## Становништво
| Година:    | 1994. | 2004.   | 2014.   | 2024.   |
| ---------- | ----- | ------- | ------- | ------- |
| Број људи: | 224   | 216     | 218     | 221     |
| Разлика:   |       | -3,57 % | +0,92 % | +1,37 % |

| Година:    | 2023. | 2024. |
| ---------- | ----- | ----- |
| Број људи: | 221   | 221   |
| Разлика:   |       | +0 %  |

Према подацима о броју становника из 2011. године насеље је имало 215 становника.